# Denipaire
Denipaire é uma comuna francesa na região administrativa de Grande Leste, no departamento de Vosges. Estende-se por uma área de 7,02 km². Em 2010 a comuna tinha 253 habitantes (densidade: 36 hab./km²).